# Жирусан
Жирусан (фр. Giroussens) насеље је и општина у јужној Француској у региону Миди Пирене, у департману Тарн која припада префектури Кастр.
По подацима из 2011. године у општини је живело 1393 становника, а густина насељености је износила 33,43 становника/km². Општина се простире на површини од 41,67 km². Налази се на средњој надморској висини од 175 метара (максималној 272 m, а минималној 95 m).

## Демографија
| 1962. | 1968. | 1975. | 1982. | 1990. | 1999. | 2011. |
| ----- | ----- | ----- | ----- | ----- | ----- | ----- |
| 1.031 | 1.054 | 1.066 | 1.058 | 1.051 | 1.040 | 1.393 |

График промене броја становника у току последњих година